# Liste der Baudenkmäler in Netphen
Die Liste der Baudenkmäler in Netphen enthält die denkmalgeschützten Bauwerke auf dem Gebiet der Stadt Netphen im Kreis Siegen-Wittgenstein in Nordrhein-Westfalen (Stand: August 2016). Diese Baudenkmäler sind in der Denkmalliste der Stadt Netphen eingetragen; Grundlage für die Aufnahme ist das Denkmalschutzgesetz Nordrhein-Westfalen (DSchG NRW).

| Bild                            | Bezeichnung                                          | Lage                               | Beschreibung | Bauzeit | Eingetragen seit | Denkmal- nummer |
| ------------------------------- | ---------------------------------------------------- | ---------------------------------- | --- | ------- | ---------------- | --------------- |
|                                 | Backhaus einschl. Ofen                               | Afholderbach Erndtebrücker Str. 20 | |         | 05.03.1993       | 66              |
|                                 | Feuerwehrgerätehaus                                  | Afholderbach Erndtebrücker Str. 21 | |         | 05.03.1993       | 67              |
|                                 | Spritzenhaus                                         | Beienbach Ringstraße               | |         | 18.02.1988       | 39              |
|                                 | Fachwerkhaus                                         | Beienbach Ringstraße 4             | |         | 08.10.1990       | 53              |
|                                 | Backhaus                                             | Beienbach Schnellenbergstr.        | |         | 18.02.1988       | 38              |
|                                 | Fachwerkhaus/Fassade                                 | Beienbach Schnellenbergstr. 9      | |         | 07.01.1985       | 1               |
|                                 | Fachwerkhaus                                         | Beienbach Schnellenbergstr. 10     | |         | 16.03.1993       | 68              |
|                                 | Alte Schule Beienbach                                | Beienbach Schnellenbergstr. 3      | |         | 14.11.2003       | 83              |
|                                 | Dampflokomotivschuppen, Wasserturm                   | Deuz Albert-Irle-Straße            | |         | 12.03.1997       | 71              |
| Bahnhof                         | Bahnhof                                              | Deuz Albert-Irle-Straße            | |         | 05.08.1994       | 69              |
|                                 | Fachwerkhaus                                         | Deuz Herborner Straße 5            | |         | 15.05.1991       | 57              |
|                                 | Fachwerkhaus/Fassade                                 | Deuz Hinterm Wasser 3              | |         | 09.01.1985       | 5               |
|                                 | Fachwerkhaus                                         | Deuz Hüllweg 1                     | |         | 26.10.1989       | 49              |
|                                 | Villa                                                | Deuz Im Heiteren Tal 22            | |         | 23.07.1998       | 70              |
|                                 | Fachwerkhaus                                         | Deuz Im Siegeck 1                  | |         | 26.11.1987       | 35              |
|                                 | Fachwerkhaus/Fassade                                 | Deuz Im Siegeck 2                  | |         | 09.01.1985       | 4               |
|                                 | Fachwerkhaus/Fassade                                 | Deuz Im Siegeck 3                  | |         | 09.01.1985       | 6               |
|                                 | Fachwerkhaus                                         | Deuz Kölner Straße 12              | |         | 06.07.1988       | 41              |
|                                 | Fachwerkhaus                                         | Deuz Kölner Straße 13              | |         | 13.08.1987       | 31              |
|                                 | Fachwerkhaus                                         | Deuz Kölner Straße 14              | |         | 09.11.1992       | 58              |
|                                 | Kirchengebäude                                       | Deuz Beienbacher Weg 4             | |         | 06.05.1987       | 28              |
|                                 | Fachwerkhaus/Fassade                                 | Deuz Marburger Straße 7            | |         | 09.01.1985       | 2               |
|                                 | Fachwerkhaus/Fassade                                 | Deuz Marburger Straße 8            | |         | 09.01.1985       | 3               |
|                                 | Fachwerkhaus                                         | Deuz Marburger Str. 10 a           | |         | 16.03.1993       | 72              |
|                                 | Fachwerkhaus                                         | Deuz Marburger Str. 12             | |         | 30.06.1994       | 73              |
|                                 | Fachwerkhaus                                         | Dreis-Tiefenbach Im Bruch 6        | |         | 14.05.1990       | 52              |
|                                 | Fachwerkhaus                                         | Dreis-Tiefenbach Siegstraße 102    | |         | 13.08.1987       | 32              |
| Fachwerkhaus „Haus Pithan“      | Fachwerkhaus „Haus Pithan“                           | Dreis-Tiefenbach Im Bruch 4        | 2003–2006: ausgebaut zum Heimatzentrum, Betrieb ab Feb. 2007, 2007–2008: Herrichten des Innenhofs, 2011–2015: Renovierung des DG, 2015: 300-jähr. Jubiläum der Errichtung | 1715    | 14.11.2003       | 82              |
|                                 | Fachwerkhaus                                         | Eschenbach Alte-Burg-Straße 9      | |         | 10.11.1992       | 59              |
|                                 | Fachwerkhaus                                         | Eschenbach Alte-Burg-Straße 11     | |         | 09.01.1985       | 7               |
|                                 | Backhaus                                             | Eschenbach Berleburger Straße      | |         | 05.02.1985       | 15              |
|                                 | Fachwerkhaus                                         | Eschenbach Berleburger Straße 23   | |         | 13.08.1987       | 33              |
|                                 | Fachwerkhaus/Fassade                                 | Frohnhausen Oberstraße 9           | |         | 09.01.1985       | 8               |
|                                 | Fachwerkhaus                                         | Grissenbach In der Grissenbach 2   | |         | 08.10.1990       | 55              |
|                                 | Fachwerkhaus/Fassade                                 | Grissenbach In der Grissenbach 3   | |         | 11.02.1985       | 19              |
|                                 | Backhaus einschl. Ofen                               | Grissenbach Siegtalstraße          | |         | 30.01.1985       | 9               |
|                                 | Fachwerkhaus/Fassade                                 | Grissenbach Siegtalstraße 125      | |         | 18.06.1986       | 26              |
|                                 | Backhaus                                             | Hainchen Hinterecke                | |         | 08.10.1990       | 54              |
|                                 | Stallgebäude/Gesindehaus                             | Hainchen Schloßstraße              | |         | 10.10.1988       | 46              |
| weitere Bilder                  | Wasserburg                                           | Hainchen Schloßstraße              | |         | 06.02.1985       | 18              |
|                                 | Fachwerkhaus                                         | Hainchen Schloßstraße 2            | |         | 09.07.1988       | 45              |
|                                 | Backhaus einschl. Ofen                               | Helgersdorf Auf der Hofwiese       | |         | 30.01.1985       | 10              |
|                                 | Fachwerkhaus                                         | Herzhausen Hilchenbacher Str. 38   | |         | 09.11.1992       | 60              |
|                                 | Fachwerkhaus/Fassade                                 | Herzhausen Hilchenbacher Str. 47   | |         | 30.01.1985       | 11              |
|                                 | Fachwerkhaus                                         | Herzhausen Jägerstraße 3           | |         | 26.10.1989       | 50              |
|                                 | Fachwerkhaus/Fassade                                 | Herzhausen Nelkenweg 2             | |         | 30.01.1985       | 12              |
|                                 | Rom. Turm, Skulptur des Paulus, Wandgrab             | Irmgarteichen Glockenstraße 4, 12  | |         | 03.07.1995       | 74              |
|                                 | Fachwerkhaus/Fassade                                 | Irmgarteichen Glockenstraße 9      | |         | gelöscht         | 27              |
|                                 | Straßengiebel u. nordöstl. Traufseite                | Nenkersdorf Sieg-Lahn-Straße 13    | |         | 31.07.1985       | 13              |
|                                 | Fachwerkhaus/Fassade                                 | Nenkersdorf Sieg-Lahn-Straße 28    | |         | 27.05.1986       | 21              |
|                                 | Backhaus                                             | Nenkersdorf Sieg-Lahn-Straße       | |         | 18.02.1988       | 40              |
| Wassermühle einschl. Mühlgraben | Wassermühle einschl. Mühlgraben                      | Nenkersdorf Sieg-Lahn-Straße       | |         | 20.12.1995       | 75              |
| weitere Bilder                  | Kirchengebäude                                       | Netphen Am Kirchrain Karte         | |         | 07.05.1987       | 30 Wikidata     |
|                                 | Fachwerkhaus/Fassade                                 | Netphen Am Kirchrain 2             | |         | 19.02.1985       | 20              |
|                                 | Fachwerkhaus                                         | Netphen Am Kirchrain 5             | |         | 20.01.1993       | 61              |
|                                 | Fachwerkhaus                                         | Netphen An der Netphe 10           | |         | gelöscht         | 79              |
|                                 | Kapelle                                              | Netphen Kreuzberg/Schömel          | |         | 06.07.1988       | 42              |
| weitere Bilder                  | Kirchengebäude                                       | Netphen Seitenweg 1 Karte          | |         | 06.07.1988       | 44 Wikidata     |
|                                 | Fachwerkhaus                                         | Netphen Brauersdorfer Str. 21      | |         | 26.10.1989       | 51              |
|                                 | Fachwerkhaus (ab 22. Juni 1998) Fassade              | Netphen Kronprinzenstr. 53         | |         | 31.01.1985       | 14              |
|                                 | Wohn- und Geschäftshaus Vorderfassade                | Netphen Lahnstraße 63              | |         | 26.11.1987       | 36              |
|                                 | Fachwerkhaus                                         | Netphen Lahnstraße 86              | |         | 06.07.1988       | 43              |
|                                 | Fachwerkhaus                                         | Netphen Lahnstraße 75              | |         | 27.05.1986       | 22              |
| Kriegerehrenmal                 | Kriegerehrenmal                                      | Netphen Lahnstraße                 | |         | 05.08.1994       | 78              |
|                                 | Heimatmuseum                                         | Netphen Lahnstraße 47              | |         | 05.08.1994       | 77              |
|                                 | Fachwerkhaus/Fassade                                 | Netphen Marktplatz 1               | |         | 05.02.1985       | 16              |
|                                 | Fachwerkhaus                                         | Netphen Marktplatz 2               | |         | 16.03.1993       | 76              |
|                                 | Fachwerkhaus/Fassade                                 | Netphen Marktplatz 3               | |         | 05.02.1985       | 17              |
| ehemaliges Feuerwehrgerätehaus  | ehemaliges Feuerwehrgerätehaus                       | Netphen St. Petersplatz 5          | |         | 21.03.2003       | 81              |
| Backhaus einschl. Ofen          | Backhaus einschl. Ofen                               | Oelgershausen Auf der Schütze 2    | |         | 13.03.1989       | 47              |
|                                 | Fachwerkhaus                                         | Sohlbach Weiherstraße 9            | |         | 13.03.1989       | 48              |
|                                 | Scheune                                              | Unglin Sohlbach Weiherstraße 10    | |         | 13.08.1987       | 34              |
|                                 | Fachwerkhaus                                         | Unglinghausen Hüttentaler Straße 2 | |         | 10.11.1992       | 62              |
|                                 | Fachwerkhaus                                         | Unglinghausen Hauptstraße 19       | |         | 10.11.1992       | 63              |
|                                 | Fachwerkhaus                                         | Unglinghausen Hauptstraße 21       | |         | 10.11.1992       | 64              |
|                                 | Basaltsäule als historischer trigonometrischer Punkt | Unglinghausen                      | |         | 17.12.1997       | 80              |
|                                 | Scheune                                              | Walpersdorf Martinstraße 18        | |         | 27.05.1986       | 24              |
|                                 | Fassade Schuppen                                     | Walpersdorf Märzbecher Weg 4       | |         | 06.05.1987       | 29              |
|                                 | Fachwerk d.Wohnhauses/Schuppen                       | Walpersdorf Wittgensteiner Str. 16 | |         | 27.05.1986       | 23              |
|                                 | Fachwerkhaus                                         | Walpersdorf Wittgensteiner Str. 47 | |         | 15.05.1991       | 56              |
|                                 | Fachwerkhaus                                         | Werthenbach Werthestraße 64        | |         | 10.11.1992       | 65              |
|                                 | Fachwerk des Wohnhauses                              | Werthenbach Werthestraße 77        | |         | 27.05.1986       | 25              |